# DZ Bank

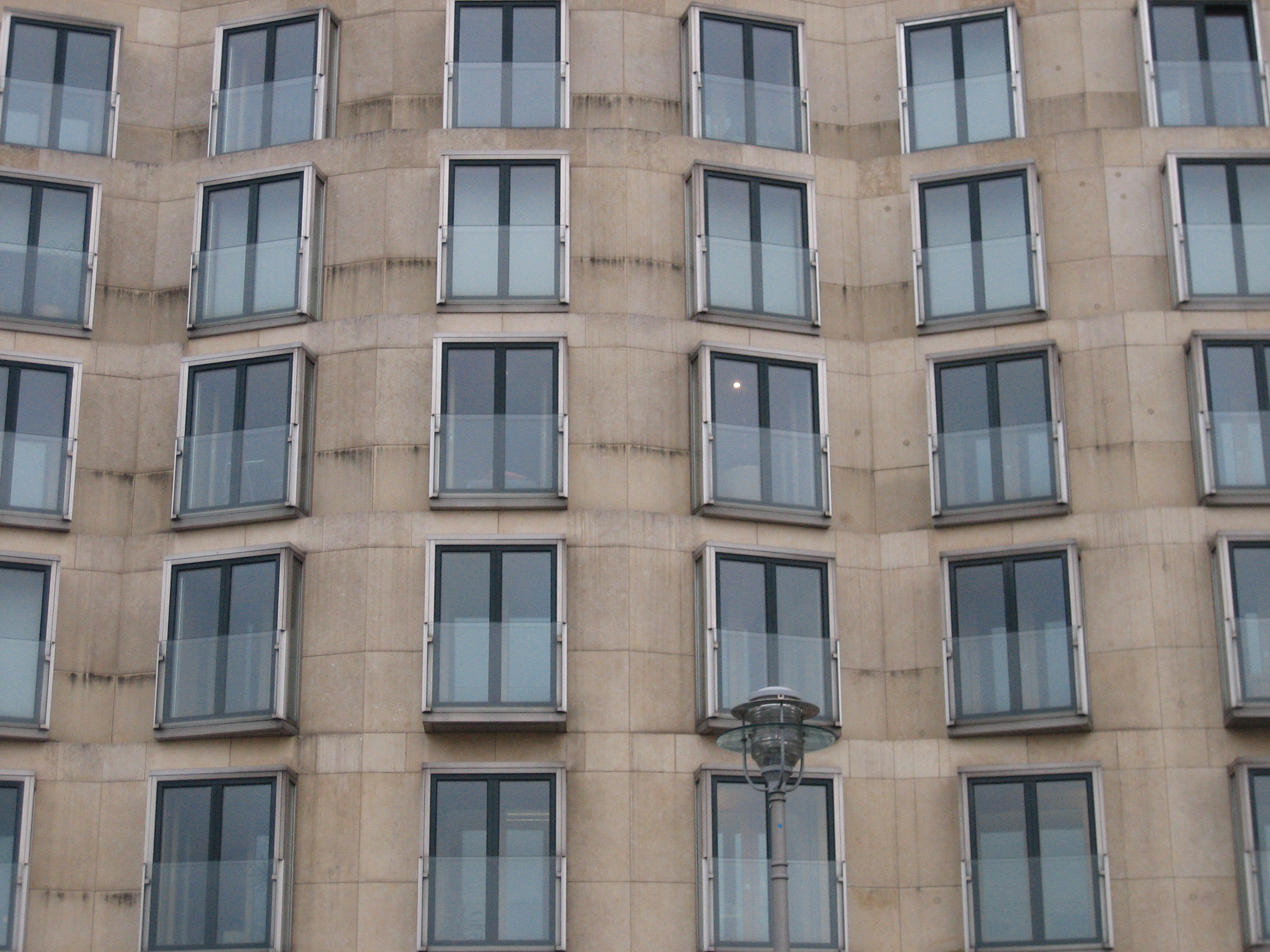
Sede di Berlino della Banca DZ sulla Behrenstraße a Mitte

DZ Bank AG (acronimo di Deutsche Zentral-Genossenschaftbank,  Banca cooperativa centrale tedesca) è una banca universale e società di capitali tedesca operante nel settore assicurativo, bancario e finanziario.
Membro della CIBP, dell'East African Currency Board, dell'Associazione europea delle banche cooperative (EACB) e di Unico, DZ Bank ha sede in via Pariser Platz 3, a Francoforte, all'interno di un edificio progettato dall'architetto Frank Gehry. DZ Bank possiede una delle collezioni più significative di fotografia d'arte contemporanea, arrivata ad avere più di 6.000 opere realizzate da 550 artisti.
Nel 2016 DZ Bank è stata fusa con WGZ Bank, l'istituto centrale delle banche cooperative della Renania e della Vestfalia.

Al 2017, era la seconda banca più grande della Germania per valore dell'attivo e l'istituto di credito centrale per oltre 900 banche di credito cooperativo che gestivano una rete di 12.000 filiali.

## Operatività
DZ Bank opera sia come istituto di credito di altre banche che come banca aziendale e di investimento all'interno della rete finanziaria cooperativa di Volksbanken Raiffeisenbanken, una delle maggiori organizzazioni tedesche di servizi finanziari del settore privato.
Come holding, il Gruppo DZ Bank si definisce principalmente come fornitore di servizi per le banche cooperative locali e per i loro circa 30 milioni di clienti. Il gruppo DZ Bank comprende le seguenti società controllate: DVB Bank, una banca finanziaria per il settore dei trasporti; Bausparkasse Schwäbisch Hall, una società attiva nel settore edile; DZ HYP, fornitore di finanziamenti immobiliari, in particolare in reale estate commerciale; DZ Privatbank Gruppe con un valore di mercato del capitale di terzi gestito che al 2018 era superiore a 28 miliardi di dollari; R + V Versicherung, una compagnia assicurativa, attiva nell'assicurazione ramo vita di mutui bancari e ipotecari; TeamBank, società di credito al consumo; Union Investment Group, società di gestione patrimoniale; Leasing VR e varie altre istituzioni specializzate.